# تیلاوا
تیلاوا (به لاتین: Tylawa) یک منطقهٔ مسکونی در لهستان است که در Gmina Dukla واقع شده‌است.

## خصوصیات
تیلاوا ۳۸۰ نفر جمعیت دارد.